# Lista celor mai lungi drumuri din lume

Drumul european E40, cel mai mare drum european

Lista celor mai lungi drumuri din lume clasează drumurile și rețelele rutiere de mare viteză (autostrăzi și drumuri expres) în funcție de lungimea acestora. Au fost luate în considerare rețele rutiere recunoscute la nivel global, în general acestea având o numerotare și o denumire oficială unice pe întregul traseu. Sunt incluse și rețelele rutiere nefinalizate, care conțin secțiuni aflate încă în construcție.
Lista cuprinde două secțiuni, prima clasifică rețelele rutiere de mare viteză care străbat mai multe state (independente sau parte a unei federații), iar cea de-a doua clasifică drumurile de mare viteză al căror traseu se desfășoară pe teritoriul unei singure țări. Ordinea este descrescătoare, în funcție de lungimea totală a drumului.

## Cele mai lungi rețele rutiere din lume
| Imagine | Nume | Lungime (km) | Localizare                  | Traseu                                       | Traseu                      | Traseu                                | Traseu                      | Observații |
| Imagine | Nume | Lungime (km) | Localizare                  | De la                                        | De la                       | Până la                               | Până la                     | Observații |
|         | |              |                             |                                              |                             |                                       |                             | |
| ------- | --- | ------------ | --------------------------- | -------------------------------------------- | --------------------------- | ------------------------------------- | --------------------------- | --- |
|         | Autostrada Panamericană (în engleză Pan-American Highway)                                                         | 30.000       | America                     | Prudhoe Bay, Alaska                          | Statele Unite               | Ushuaia                               | Argentina                   | Cel mai lung drum din lume conform Cărții Recordurilor Guinness (24.140 km), întrerupt în zona Darién Gap (zonă montană inaccesibilă, acoperită cu pădure tropicală, situată în Panama și Columbia), ceea ce face ca segmentele nordic și sudic să măsoare de fapt aproximativ 11.500 și 9.600 km lungime, străbate Canada, Statele Unite, Mexic, Guatemala, El Salvador, Honduras, Nicaragua, Costa Rica, Panama, Columbia, Ecuador, Peru, Chile și Argentina |
|         | Drumul Asiatic 1 (în engleză AH1)                                                                                 | 20.557       | Eurasia                     | Kapıkule, Provincia Edirne                   | Turcia                      | Tokyo                                 | Japonia                     | Drumul străbate Japonia, Coreea de Sud, Coreea de Nord, China, Vietnam, Cambodgia, Thailanda, Myanmar, India, Bangladesh, Pakistan, Afganistan, Iran și Turcia, este întrerupt de Marea Japoniei |
|         | Autostrada 1 (Australia) [în engleză Highway 1 (Australia)]                                                       | 14.500       | Australia                   | Australia · (drum circular)                  | Australia · (drum circular) | Australia · (drum circular)           | Australia · (drum circular) | Cel mai lung drum dintr-o singură țară, obținut prin unirea mai multor segmente rutiere |
|         | Drumul Asiatic 2 (în engleză AH2)                                                                                 | 13.177       | Asia                        | Denpasar                                     | Indonezia                   | Khosravi, Provincia Kermanshah        | Iran                        | Drumul străbate Indonezia, Singapore, Malaysia, Thailanda, Myanmar, India, Bangladesh, Nepal, Pakistan și Iran, este întrerupt de strâmtoarea Bali, Marea Java și strâmtoarea Karimata |
|         | Autostrada Transsiberiană (în rusă Транссибирская автомагистраль, transliterat: Transsibirskaia avtomaghistral)   | 11.000       | Rusia                       | Sankt Petersburg                             | Rusia                       | Vladivostok                           | Rusia                       | Cel mai lung drum continuu dintr-o singură țară, drum format din 7 secțiuni: M-10 „Rusia”, M-5 „Ural”, R-254 „Irtîș”, R-255 „Siberia”, R-258 „Baikal”, R-297 „Amur” și A-370 „Ussuri” |
|         | Autostrada Transafricană 3 (Tripoli–Cape Town) (în engleză Tripoli–Cape Town Highway)                             | 10.808       | Africa                      | Tripoli                                      | Libia                       | Cape Town                             | Africa de Sud               | Cea mai lungă autostradă transafricană, încă nefinalizată, străbate Libia, Ciad, Camerun, Angola și Africa de Sud |
|         | Drumul Asiatic 6 [în engleză AH6 (highway)]                                                                       | 10.475       | Eurasia                     | Busan                                        | Coreea de Sud               | frontiera Rusia/Belarus               | Rusia                       | Traseul se suprapune parțial cu Autostrada Transsiberiană și, la vest de Munții Ural, cu Drumul european E30 |
|         | Drumul Asiatic 5 (în engleză AH5)                                                                                 | 10.380       | Eurasia                     | Shanghai                                     | China                       | frontiera Turcia/Bulgaria             | Turcia                      | Traseul străbate China, Kazahstan, Kârgâzstan, Uzbekistan, Turkmenistan, Azerbaidjan, Georgia și Turcia |
|         | Autostrada Transafricană 4 (Cairo–Cape Town) (în engleză Cairo–Cape Town Highway)                                 | 10.228       | Africa                      | Cairo                                        | Egipt                       | Cape Town                             | Africa de Sud               | Cea mai lungă autostradă transafricană finalizată, străbate Egipt, Sudan, Etiopia, Kenya, Tanzania, Zimbabwe, Botswana, Zambia și Africa de Sud |
|         | Drumul Național 219 (în chineză: 219国道, transliterat: 219 Kokudō)                                               | 10.069       | China                       | Kom-Kanas, Xinjiang                          | China                       | Dongxing, Guangxi                     | China                       | Cel mai lung drum din China, încă nefinalizat |
|         | Drumul Asiatic 9 (în engleză AH9)                                                                                 | 10.000       | Eurasia                     | Sankt Petersburg                             | Rusia                       | Lianyungang, Jiangsu                  | China                       | Traseul străbate Rusia, Kazahstan și China |
|         | Drumul Național 331 (în chineză: 331国道, transliterat: 331 Kokudō)                                               | 9.333        | China                       | Dandong, Liaoning                            | China                       | Altai, Xinjiang                       | China                       | Drumul urmează frontierele nordică și nord-estică ale Chinei, încă nefinalizat |
|         | Drumul european E40 (în engleză European route E40)                                                               | 8.690        | Eurasia                     | Calais                                       | Franța                      | Ridder, Provincia Kazahstanul de Est  | Kazahstan                   | Cel mai lung Drum european, străbate Franța, Belgia, Germania, Polonia, Ucraina, Rusia, Uzbekistan, Turkmenistan, Kârgâzstan și Kazahstan |
|         | Autostrada Transafricană 1 (Cairo–Dakar) (în engleză Cairo–Dakar Highway)                                         | 8.636        | Africa                      | Cairo                                        | Egipt                       | Dakar                                 | Senegal                     | Parte a rețelei de autostrăzi transafricane, străbate Egipt, Libia, Tunisia, Algeria, Maroc, Sahara Occidentală, Mauritania și Senegal |
|         | Drumul european E60 (în engleză European route E60)                                                               | 8.200        | Eurasia                     | Brest                                        | Franța                      | Irkeshtam, frontiera Kârgâzstan/China | Kârgâzstan                  | Drumul european străbate Franța, Elveția, Germania, Austria, Ungaria, România, Georgia, Azerbaidjan, Turkmenistan, Uzbekistan, Tadjikistan și Kârgâzstan |
|         | Drumul Național 228 (în chineză: 228国道, transliterat: 228 Kokudō)                                               | 7.800        | China                       | Dandong, Liaoning                            | China                       | Dongxing, Guangxi                     | China                       | Traseul urmează frontierele sud-estică și estică ale Chinei, încă nefinalizat (6.916 km în exploatare) |
|         | Autostrada Transcanadiană (în engleză Trans-Canada Highway)                                                       | 7.476        | Canada                      | Victoria sau Haida Gwaii, Columbia Britanică | Canada                      | St. John's, Newfoundland și Labrador  | Canada                      | Cel mai lung drum din Canada |
|         | Drumul Asiatic 3 (în engleză AH3)                                                                                 | 7.331        | Asia                        | Ulan-Ude                                     | Rusia                       | Chiang Rai, Provincia Chiang Rai      | Thailanda                   | Drumul este format din două secțiuni distincte, străbate Rusia, Mongolia, China, Myanmar, Laos și Thailanda |
|         | Cadrilaterul auriu (în hindi स्वर्णिम चतुर्भुज, transliterat: Svarnim chaturbhuj)                                       | 5.846        | India                       | India · (drum circular)                      | India · (drum circular)     | India · (drum circular)               | India · (drum circular)     | Cel mai lung drum din India |
|         | U.S. Route 20 (în engleză U.S. Route 20)                                                                          | 5.415        | Statele Unite               | Newport, Oregon                              | Statele Unite               | Boston, Massachusetts                 | Statele Unite               | Cel mai lung drum din Statele Unite, include o secțiune de discontinuitate în zona Parcului Național Yellowstone |
|         | Drumul Național 40 (Argentina) (în spaniolă Ruta Nacional 40 (Argentina))                                         | 5.194        | Argentina                   | Cape Virgenes, Provincia Santa Cruz          | Argentina                   | La Quiaca, Provincia Jujuy            | Argentina                   | Cel mai lung drum din America de Sud, include o secțiune (Abra del Acay) aflată la o altitudine de 4.972 m |
|         | Drumul european E45 (în engleză European route E45)                                                               | 5.190        | Europe                      | Alta                                         | Norvegia                    | Gela, Sicilia                         | Italia                      | Cel mai lung drum european între Europa de Nord și de Sud, străbate Norvegia, Finlanda, Suedia, Danemarca, Germania, Austria și Italia |
|         | U.S. Route 6 (în engleză U.S. Route 6)                                                                            | 5.148        | Statele Unite               | Bishop, California                           | Statele Unite               | Provincetown, Massachusetts           | Statele Unite               | Al doilea cel mai lung drum și cel mai lung drum continuu din Statele Unite, a fost cea mai lungă autostradă din țară între 1936 și 1964, când capătul vestic era situat în Long Beach, California |
|         | Drumul Interstatal 90 (în engleză Interstate 90)                                                                  | 4.861        | Statele Unite               | Seattle, Washington                          | Statele Unite               | Boston, Massachusetts                 | Statele Unite               | Cel mai lung drum expres din Statele Unite |
|         | Autostrada BR-116 (în portugheză BR-116)                                                                          | 4.714        | Brazilia                    | Fortaleza, Ceará                             | Brazilia                    | Jaguarão, Rio Grande do Sul           | Brazilia                    | Cel mai lung drum din Brazilia |
|         | Autostrada BR-101 (în portugheză BR-101)                                                                          | 4.658        | Brazilia                    | Touros, Rio Grande do Norte                  | Brazilia                    | São José do Norte, Rio Grande do Sul  | Brazilia                    | Al doilea cel mai lung drum din Brazilia |
|         | Autostrada Națională 44 (India) [în hindi राष्ट्रीय राजमार्ग ४४ (भारत), transliterat: Raashtreey raajamaarg 44 (bhaarat)] | 4.658        | India                       | Srinagar, Jammu și Cașmir                    | India                       | Kanyakumari, Tamil Nadu               | India                       | Cel mai lung drum din India, pe direcția nord-sud |
|         | Autostrada Națională 27 (India) [în hindi राष्ट्रीय राजमार्ग २७ (भारत), transliterat: Raashtreey raajamaarg 27 (bhaarat)] | 3.507        | India                       | Porbandar, Gujarat                           | India                       | Silchar, Assam                        | India                       | Al doilea cel mai lung drum din India, pe direcția est-vest |
|         | Autostrada Maharlika (AH26) (în tagalog Lansangang-bayang Maharlika)                                              | 3.380        | Filipine                    | Laoag, Ilocos Norte                          | Filipine                    | Zamboanga, Mindanao                   | Filipine                    | Cel mai lung drum din Asia de Sud-Est |
|         | Ruta 5 (Chile) (în spaniolă Ruta 5 (Chile))                                                                       | 3.364        | Chile                       | Arica, frontiera Peru/Chile                  | Chile                       | Puerto Montt, Provincia Llanquihue    | Chile                       | Parte a Autostrăzii Pan-Americane |
|         | Drumul Național 1 (Congo-Kinshasa) (în franceză Route nationale 1 (Congo-Kinshasa))                               | 3.087        | Republica Democratică Congo | Boma                                         | Republica Democratică Congo | Lubumbashi                            | Republica Democratică Congo | Cel mai lung drum național din Africa |

## Cele mai lungi drumuri naționale de mare viteză din lume
| Imagine | Nume                                                                                        | Lungime (km) | Țară          | Traseu                    | Traseu                       | Observații |
| Imagine | Nume                                                                                        | Lungime (km) | Țară          | De la                     | Până la                      | Observații |
|         |                                                                                             |              |               |                           |                              | |
| ------- | ------------------------------------------------------------------------------------------- | ------------ | ------------- | ------------------------- | ---------------------------- | --- |
|         | Drumul Interstatal 90 (în engleză Interstate 90)                                            | 4.861        | Statele Unite | Seattle, Washington       | Boston, Massachusetts        | Cel mai lung drum expres din Statele Unite |
|         | Drumul Interstatal 80 (în engleză Interstate 80)                                            | 4.666        | Statele Unite | San Francisco, California | Teaneck, New Jersey          | Al doilea cel mai lung drum expres din Statele Unite                                                                                          |
|         | Autostrada Lianhuo (în chineză: 连霍高速公路, transliterat: Lián huò gāosù gōnglù)          | 4.244        | China         | Lianyungang, Jiangsu      | Khorgas, Xinjiang            | Cea mai lungă autostradă din China |
|         | Drumul Interstatal 40 (în engleză Interstate 40)                                            | 4.119        | Statele Unite | Barstow, California       | Wilmington, Carolina de Nord | |
|         | Drumul Interstatal 10 (în engleză Interstate 10)                                            | 3.960        | Statele Unite | Santa Monica, California  | Jacksonville, Florida        | |
|         | Autostrada Beijing-Tibet (în chineză: 京藏高速公路, transliterat: Jīng cáng gāosù gōnglù)   | 3.718        | China         | Beijing                   | Lhasa, Tibet                 | Drumul include secțiuni încă nefinalizate |
|         | Autostrada Shenyang-Haikou (în chineză: 沈海高速公路, transliterat: Shěn hǎi gāosù gōnglù)  | 3.710        | China         | Shenyang, Liaoning        | Haikou, Hainan               | |
|         | Autostrada Changshen (în chineză: 长深高速公路, transliterat: Zhǎng shēn gāosù gōnglù)      | 3.580        | China         | Changchun, Jilin          | Shenzhen, Guangdong          | |
|         | Autostrada Beijing-Xinjiang (în chineză: 京新高速公路, transliterat: Jīng xīn gāosù gōnglù) | 2.540        | China         | Beijing                   | Ürümqi, Xinjiang             | |
|         | Drumul Interstatal 70 (în engleză Interstate 70)                                            | 2.151        | Statele Unite | Cove Fort, Utah           | Baltimore, Maryland          | |
|         | Autostrada Pan Borneo (AH150) (în malaieză Lebuhraya Pan Borneo)                            | 2.083        | Malaysia      | Telok Melano, Sarawak     | Tawau, Sabah                 | Considerat „cel mai periculos drum” din Malaysia, drumul este format din două secțiuni conectate printr-o secțiune de 168 km aflată în Brunei |
|         | Autostrada Trans-Sumatra (AH25) (în indoneziană Jalan Raya Lintas Sumatera)                 | 2.048        | Indonezia     | Banda Aceh                | Bakauheni, Lampung           | Drum încă nefinalizat, planificat pentru 2029                                                                                                 |
|         | Autostrada Nord-Sud Est (în vietnameză Đường cao tốc Bắc – Nam phía Đông)                   | 1.941        | Vietnam       | Hanoi                     | Cần Thơ, Delta Mekong        | Drum în lucru, încă nefinalizat |